# Фронт (Гражданская война)
Фронт — высшее оперативно-стратегическое объединение в Красной армии, а также в Народной и Русской армиях во время Гражданской войны.

## Советская Россия

### Основные фронты
Основные фронты создавались по решению ЦК РКП(б) и Советского правительства, постановлениями Совета обороны и оформлялись директивами и приказами РВСР, в которых определялись цели действий фронта, его задачи и состав.
В действующей Красной армии фронтовые объединения стали создаваться с июня 1918. Первые фронты — Восточный, Северный, Южный — образовывались одновременно с началом военных действий. В это же время действующие войска сводились в армейские объединения. В последующем фронты (Каспийско-Кавказский, Западный, Туркестанский, Юго-Восточный, Юго-Западный, Кавказский, Южный против Врангеля) формировались уже на базе развернутых и действующих армий.
В состав каждого основного фронта входило 2-6 (чаще 2-5) полевых армий, отдельные группы войск, соединения резерва, части и учреждения специальных войск и тыла. Иногда в состав фронта включались речные и озёрные военные флотилии (например, Волжская военная флотилия на Восточном фронте в 1918, Астрахано-Каспийская военная флотилия на Каспийско-Кавказском фронте в 1918—1919), запасные армии (Запасная армия Юго-Восточного фронта в 1919, Запасная армия Западного фронта в 1920 и др.), войска прифронтовых Военных округов (Орловский, Киевский, Харьковский, Северо-Кавказский и др.). С осени 1919 в состав фронтов стали включать конные корпуса и конные армии. Иногда основные фронты по указанию главного командования Красной армии образовывали из состава наличных сил временного оперативно-стратегического объединения — группы войск.
Руководство войсками фронта осуществлялось полевым управлением, которое по штату 1918 включало: Реввоенсовет фронта, политический отдел, ревтрибунал, военный контроль, штаб (управления — оперативное, административное, военных сообщений, инспекции пехоты, кавалерии, артиллерии, инженеров фронта) и управление начальника снабжения, подразделения обслуживания (обоз). Управления состояли из отделов. По мере необходимости организационная структура полевых управлений изменялась.

### Местные фронты
Местные фронты создавались по решению местных партийных, советских и военных органов. Каждый из таких фронтов (Украинский, Семиреченский,
Закаспийский,
Ферганский,
Актюбинский,
Гродековский,
Уссурийский,
Даурский,
Амурский,
Приморский,
Охотский,
Западно-Забайкальский,
Восточно-Забайкальский,
Восточный фронт ДВР) являлись оперативно-стратегическим объединением советских войск на самостоятельном операционном направлении. Армейских объединений местные фронты, как правило не имели.
Всего основных и местных фронтов Красной армии насчитывалось в 1918 основных 1-4, местных 2-4; в 1919 соответственно 3-8 и 2-5; в 1920 — 4-5 и 2-4.
Последний «фронт» Красной армии во время Гражданской войны был ликвидирован 4 июня 1926 года путем преобразования Туркестанского фронта в Среднеазиатский военный округ после подавления движения басмачей (к осени 1926 года басмачество было в основном разбито по всей Средней Азии).

### Отдельные боевые участки
Фронтами в годы Гражданской войны нередко называли также отдельные боевые участки и районы боевых действий советских войск. Например, Георневский, Кубанский, Черноморский, Царицынский, Степной, Камышинский, Урало-Оренбургский, Северо-Сибирский, Архангельский, Петроградский и др.

## Белое движение
После взятия Казани в 1918 году Народная армия была реорганизована. Был создан Поволжский фронт под командованием Станислава Чечека. Он разделялся на несколько групп: Симбирскую, Казанскую, Хвалынскую, Уфимскую, Николаевскую, Уральского казачьего войска и Оренбургского казачьего войска.
С конца 1918 года как Верховного правителя России адмирала Колчака признали все главнокомандующие белых армий как на юге и западе России, так и в Сибири и на Дальнем Востоке; генералы А. И. Деникин, Е. К. Миллер, Н. Н. Юденич добровольно подчиняются А. В. Колчаку и признают его Верховное Главнокомандование над всеми армиями на территории России. Верховный главнокомандующий при этом подтверждает полномочия главкомов. На положении фронтов этой единой армии с этого момента действуют ВСЮР, Северо-Западная армия, Северная армия, и Восточный фронт.
Наименование «Русская армия» утверждается как объединение всех белых фронтов, статус командующих фронтами формально от Верховного главнокомандующего получают командующие Северной и Северо-Западной армиями генералы Юденич и Миллер. В апреле 1920 года в Забайкалье из остатков войск Восточного фронта под руководством генерала Г. М. Семёнова была создана Дальневосточная армия.
В мае 1920 году из отошедших в Крым остатков войск ВСЮР генералом Врангелем были сформированы вооружённые силы, унаследовавшие название «Русская армия» у единой русской армии Верховного главнокомандующего адмирала Колчака 1919 года — как последний из её фронтов.